# Bongo Superstars
Bongo Superstars er en dokumentarfilm fra 2008 instrueret af Signe Barvild Stæhr.

## Handling
'Bongo superstars' er en rytmisk rejse gennem gaderne i Tanzanias fattige, men glitrende hovedstad, Dar-es-Salaam. Det er mødet med en gruppe unge og håbefulde swahilirappere, som kæmper for at blive ægte superstjerner.